# 22e armée de la Garde
Pour les articles homonymes, voir 22e armée.
Ne doit pas être confondu avec 22e armée soviétique.
La 22e armée de la Garde est une grande unité des forces terrestres russes active de 1990 à 2009, faisant partie du district militaire de Moscou.
L'unité est créée en 1990 sous le nom de 22e armée de la Garde suivant les lignes d'un corps d'armée. Son arrêté de dissolution est signé par le ministre de la Défense le 1er juin 2009.

## Historique
Le quartier général de l'armée reprend l'héritage du 13e corps d'armée de la Garde en 1990 dans le district militaire de Moscou à Nijni Novgorod, sous le nom de 22e armée de la Garde « Konigsbergskaïa » de l'ordre du Drapeau rouge (en russe : 22-я гвардейская общевойсковая Кёнигсбергская Краснознамённая армия, abrégé 22 гв. ОА), héritant des récompenses et des titres honorifiques du corps.
Initialement, l'armée contrôle la 31e division de chars, retirée du groupement central des forces armées soviétiques en Tchécoslovaquie et la 47e division de chars de la Garde, anciennement du groupement des forces armées soviétiques en Allemagne, ainsi que la 166e brigade indépendante de fusiliers motorisés (Tver) (anciennement la 6e division de fusiliers motorisés de la Garde, ex-90e division de chars, avec le groupement nord des forces armées soviétiques en Pologne), la 211e brigade d'artillerie, le 918e régiment de lance-roquettes multiples (tous deux à Moulino) et deux régiments d'hélicoptères. Cependant, l'armée fait face à une baisse de niveau d'effectif : les divisions de chars disposent de 2 193 soldats chacune et la 166e brigade de fusiliers motorisés, de 3 638 soldats.
En juin 1998, les deux divisions de chars fusionnent pour former la nouvelle 3e division de fusiliers motorisés, la nouvelle unité étant désignée comme formation à « préparation constante », devant être maintenue à au moins 80 % de ses effectifs. En outre, la 166e brigade de fusiliers motorisés est désormais réduite à une base de stockage sous le nom de 70e base de stockage d'armes et d'équipements.

### Composition dans les années 2000
- QG - Nijni Novgorod[4]

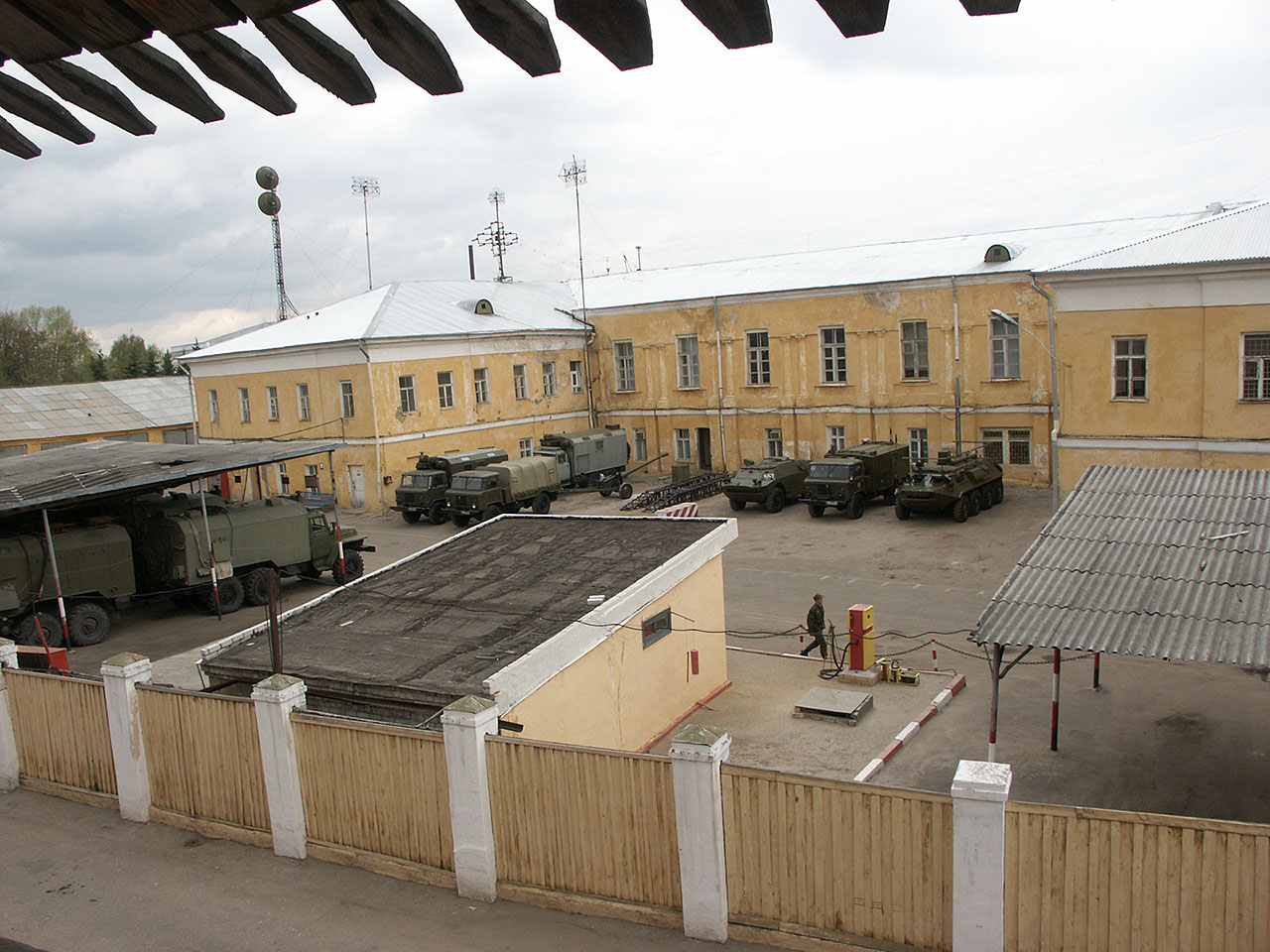
Site du quartier général de la 22e armée en mai 2006.

  - 3e division de fusiliers motorisés — Moulino (Nijni Novgorod)
  - 50e brigade de roquettes — Chouïa (missiles sol-sol OTR-21 Tochka-U)
  - 211e brigade d'artillerie — Moulino
  - 5e brigade de roquettes antiaériennes — Chouïa
  - 918e régiment de lance-roquettes multiples — Moulino
  - 490e régiment indépendant d'hélicoptères de contrôle de combat (Mi-24, Mi-8) — Toula - Klokovo, oblast de Toula
  - 214e escadron indépendant d'hélicoptères (Mi-24, Mi-8) — Koursk
  - 253e escadron indépendant d'hélicoptères (Mi-24, Mi-8) — Kostroma
  - 70e base de stockage d'armements « Vitebsk-Novgorod » (ancienne 166e brigade indépendante de fusiliers motorisés de la Garde « Vitebsko-Novgorod » — Tver
  - 1174e base de stockage d'armements — Smolino, oblast de Nijni Novgorod
  - 6325e base de stockage d'armements — Viazniki, oblast de Vladimir
  - 22e base centrale de réserve et de réparation de chars (T-80U/UM/UD, BTR-80) — Bouï, oblast de Kostroma
  - Autres brigades et régiments auxiliaires

Le général Alexeï Merkouriev est le commandant de l'armée en 2004. La 3e division de fusiliers motorisés et la base de stockage de Tver sont identifiées comme étant les principales formations de l'armée à la mi-2005.
Le quartier général de l'armée est dissous le 1er juin 2009, dans le cadre de réformes plus larges des forces terrestres russes, et le quartier général de la 20e armée de la Garde est transféré dans l'ancienne base de la 22e armée à Moulino en août 2010.